# 스즈키 분지

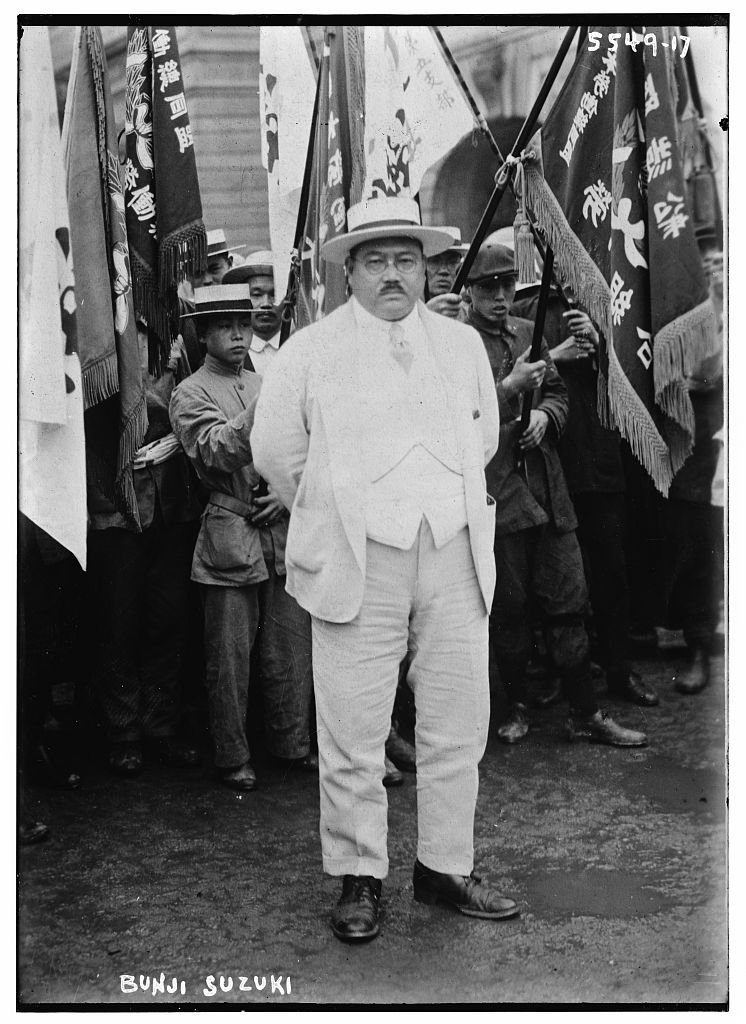
스즈키 분지

스즈키 분지(鈴木文治, 1885년 9월 4일 ~ 1946년 3월 12일)는 다이쇼 시대와 쇼와 시대 일본의 정치인이자 노동운동가다. 우애회(友愛会)를 창시하는 등 일본 노동 운동을 이끌었던 인물이다.

## 생애
미야기현 구리하라군 간나리촌(지금의 구리하라시)에서 장남으로 태어났다. 10살이 되었을 무렵 아버지와 함께 기독교에 입교했고 미야기현 심상중학교 시다군립 분교를 졸업한 뒤 구제 야마구치 고등학교에 입학했다. 이 무렵 가업이 기울어 힘든 고교 시절을 보냈으며 기독교의 영향을 받아 사회 문제에 관심을 가지기 시작했다. 도쿄 제국 대학 정치학과에 입학했으며 고향 선배인 요시노 사쿠조와 함께 에비나 단조가 이끌던 일본노동조합기독교회 혼고교회에 소속된다. 혼고교회의 자유주의적 분위기에 감화되었고 구와다 구마조의 개혁적 사회주의에 공명하여 사회운동가가 될 것을 결심했다.
1909년 제국 대학을 졸업한 뒤 수영사(지금의 다이닛폰 인쇄)에 입사했다가 다음해에 도쿄 아사히 신문에 입사해 빈민 문제의 취재에 앞장섰다. 1911년 유니테리언주의의 통일기독교 홍도회 간사가 되었으며 1912년 우애회를 발족시켰다. 고토쿠 사건 등 사회 운동에 대한 압박이 강했던 시기였기에 연구 단체로서 출발했고 대학 교수나 사업가를 고문으로 참여시켜 세간의 신용을 얻기 위해 애를 썼다. 스즈키는 노동자 인격의 존중을 주장하며 노동쟁의의 조정이나 계몽 활동에 임했다.
1915년에 미국에 건너가 미국의 노동조합을 연구하고 아소 히사시 등의 영향을 받아 단결권이나 파업을 주장하는 등 급진적인 성향으로 변해갔다. 1919년 우애회를 대일본노동총동맹 우애회로 개칭하고 정부와 재계가 주도하는 노동협조단체인 협조회 참여를 거절해 체제에 대한 대결적 자세를 보이기 시작했다. 1921년에는 일본노동총동맹으로 개칭했다.
1920년대에는 마쓰오카 고마키치, 니시오 스에히로 등에게 실권을 넘긴 뒤 국제노동기구(ILO) 총회에 출석하는 등 국제 활동과 일본 내에서의 보통선거 운동으로 비중을 옮겨갔다. 1926년 사회민중당 결성에 참여해 중앙집행위원이 되었고 1928년 제16회 일본 중의원 의원 총선거 때 오사카에서 입후보하여 당선돼 일본 최초의 무산정당 의원 8명 중 한 명이 되었다. 1930년에 낙선했다가 1936년과 1937년 선거에서 사회대중당 후보로 도쿄에 출마해 다시 승리했다.
1940년 반군부 연설을 한 입헌민정당의 사이토 다카오 의원의 제명 문제를 놓고 당의 결정과 달리 표결에 기권하며 아베 이소오, 니시오, 가타야마 데쓰, 미즈타니 초자부로 등과 함께 제명됐다. 이후 헌병의 감시를 받으면서 가마쿠라시에 위치한 자택 근처에서 가마쿠라 교회 장로로서 봉사 활동을 했다.
1946년 3월 11일 전후 첫 총선이 이루어지자 일본사회당 후보로 출마했지만 그 다음 날 천식으로 센다이시에서 급서했다. 당시 향년 60세였다.
총동맹을 이끌 당시에는 내부 융화를 원해 우유부단하단 평가도 받았지만 훌륭한 인품을 가져 마쓰오카, 니시오, 아소, 가가와 도요히코, 노사카 산조 등 다양한 인재를 끌어모아 일본에 노동 운동을 정착시켰다.

## 참고 문헌
- 吉田千代, 『평전 스즈키 분지』 (1988년, 日本評論社), ISBN 4818802328